# Гратино (Империја)
Гратино је насеље у Италији у округу Империја, региону Лигурија.
Према процени из 2011. у насељу је живело 7 становника. Насеље се налази на надморској висини од 673 м.